# Amiserica pardalis
Amiserica pardalis är en skalbaggsart som beskrevs av Gilbert John Arrow 1946. Amiserica pardalis ingår i släktet Amiserica och familjen Melolonthidae. Inga underarter finns listade i Catalogue of Life.